# G.I. Bill
G.I. Bill (официальное название — Servicemen’s Readjustment Act of 1944, Закон о реинтеграции военнослужащих 1944 года) — закон (билль) США, который определял льготы для вернувшихся с фронтов участников Второй мировой войны.
Срок действия закона истёк в 1956 году, но термин «G.I. Bill» до сих пор используется для обозначения программ, созданных для оказания помощи ветеранам Вооруженных сил США. В 2017 году этот законопроект был изменён путем принятия закона Forever GI Bill.

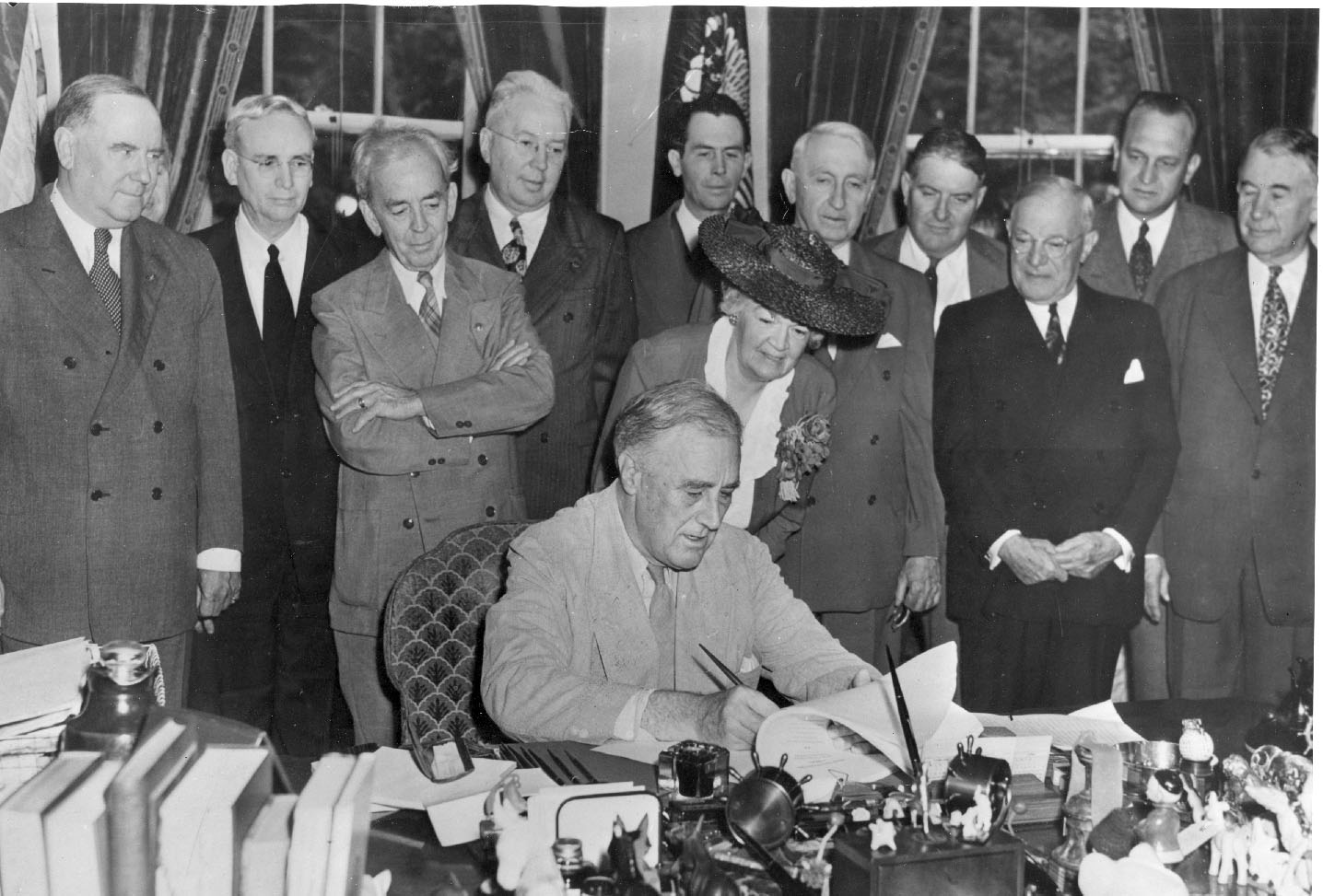
Президент Рузвельт подписывает «G.I. Bill»

Закон был тщательно проработан и утверждён Конгрессом США, подписан Президентом Франклином Рузвельтом 22 июня 1944 года. К 1956 году в рамках этого закона 7,8 миллиона ветеранов войны воспользовались льготами на образование, около 2,2 миллиона — льготами на обучение в колледжах или университетах, и ещё 5,6 миллиона — на какую-либо другую учебную программу. Историки и экономисты считают этот законопроект крупным политическим и экономическим успехом, особенно в сравнении с льготами на лечение ветеранов Первой мировой войны. Он стал существенным вкладом в сохранение человеческого капитала Америки, который способствовал долгосрочному экономическому росту страны. Но закон получил критику за неспособность некоторых коммерческих учебных заведений обеспечить действие билля для афроамериканцев.